# Angel (píseň, Akon)
„Angel“ je píseň amerického hip hopového zpěváka Akona. Píseň pochází z jeho čtvrtého alba Akonic a jejími autory jsou Akon, David Guetta a Sandy Wilhelm. Produkce se ujali producenti David Guetta a Sandy Vee.

## Hitparády
| Žebříček                                     | Příčka |
| -------------------------------------------- | ------ |
| Austrálie (ARIA Charts)                      | 57     |
| Belgie, Vlámsko (Ultratip Flandry)           | 5      |
| Belgie, Valonsko (Ultratip Valonsko)         | 6      |
| Česko (Rádio Top 100)                        | 34     |
| Finsko (Suomen virallinen lista)             | 10     |
| Kanada (Canadian Hot 100)                    | 23     |
| Nový Zéland (RIANZ)                          | 20     |
| Spojené státy (Billboard Hot 100)            | 56     |
| Spojené státy (Mainstream Top 40, Billboard) | 31     |
| Švédsko (Sverigetopplistan)                  | 23     |